# Rosa Parks
Rosa Louise Parks (n. 4 februarie 1913, Tuskegee⁠(d), Alabama, SUA – d. 24 octombrie 2005, Detroit, Michigan, SUA) a fost o afroamericană militantă pentru drepturile omului. La data de 1 decembrie 1955 a fost arestată în Montgomery, Alabama deoarece a refuzat să cedeze locul în autobuz unui călător alb. Datorită activității ei militante a devenit ținta amenințărilor și a telefoanelor anonime, care au cauzat îmbolnăvirea soțului ei, Raymond Parks. Ca urmare, familia Parks se mută la Detroit, Michigan, însă Rosa își continuă activitatea militantă. La 30 decembrie 1994, Rosa Parks, pe atunci în vârstă de 81 de ani, este atacată în locuința sa din Detroit și jefuită. Făptașul prins a fost pedepsit doar cu o amendă de 53 dolari, suma furata. Această sentință judecătorească a declanșat proteste în toată America.